# 5453 Zakharchenya
5453 Zakharchenya (1975 VS5) là một tiểu hành tinh vành đai chính được phát hiện ngày 3 tháng 11 năm 1975 bởi T. M. Smirnova ở Đài vật lý thiên văn Crimean.